# ماريا رول
ماريا كريستينا رول (بالسويدية: Maria Röhl)‏ (26 يوليو 1801 - 5 يوليو 1875) فنانة سويدية. قامت برسم عدد كبير من مشاهير في السويد في النصف الأول من القرن التاسع عشر. يتم عرض لوحاتها في المتحف الوطني في ستوكهولم . تحتوي المكتبة الملكية السويدية على مجموعة من 1800 من رسوماتها للأفراد. كانت عضوًا في الأكاديمية الملكية السويدية للفنون (1843) وفنانة رسمية في البلاط الملكي.

## سيرة شخصية
ولدت ماريا روهل في ستوكهولم في عائلة رغيدة، لكنها أصبحت فقيرة عند وفاة والديها في عام 1822. بعد فشلها لكي تصبح مربية، تم تدريبها على الرسم من قبل الأستاذ والنحت كريستيان فورسيل؛ كانت قد حصلت سابقا على تعليم في الفن على يدي الرسام ألكساندر هامبري، وتم تدريبها لرسم لوحات بورتريه سريعة وواقعية باستخدام الرصاص والطباشير.
بدأت تجذب أصدقاء عائلة فورسل، حيث عاشت، وسرعان ما أصبح من اللازم للأفراد في المجتمع الرفيع أن يتم رسمهم بواسطة «المامسيل روهل». و أصبحت قادرة على إعالة نفسها كفنانة. كانت يتم تكليفها كثيرًا من قبل أولئك الذين لم يتمكنوا من الدفع مقابل رسم لوحات زيتية لهم، واجتذبت عددًا كبيرًا من السويديين المشهورين في ذلك الوقت، من الأرستقراطيين والممثلين. رسمت ماريا روهل بالزيت، لكن غالبية أعمالها عبارة عن رسومات بالرصاص والطباشير .
في عام 1843 ، تم تعيين روهل رسامة للبلاط، وفي 1843-1846 ، درست في باريس في استوديو ليون كوجنيت في أكاديمية الفنون الفرنسية. بعد عودتها، أسست استوديوها الخاص في برونكبيرجستورج في ستوكهولم. خلال سنواتها الأخيرة، أصبح فن التصوير منافسًا قاسيًا لصورها المرسومة. توفيت في ستوكهولم.

## صالة عرض

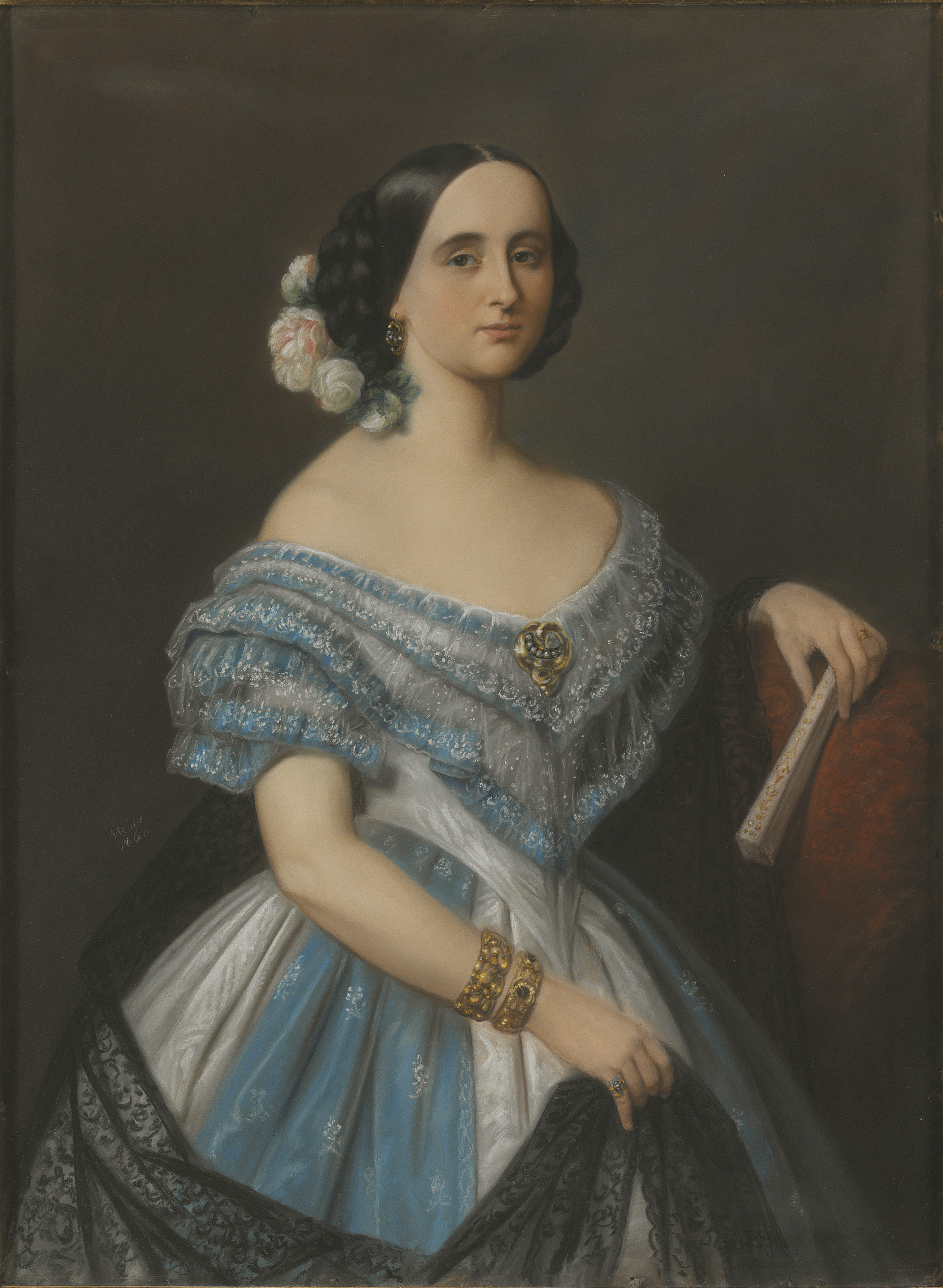
مغنية الأوبرا جولي بيروالد بقلم ماريا روهل.
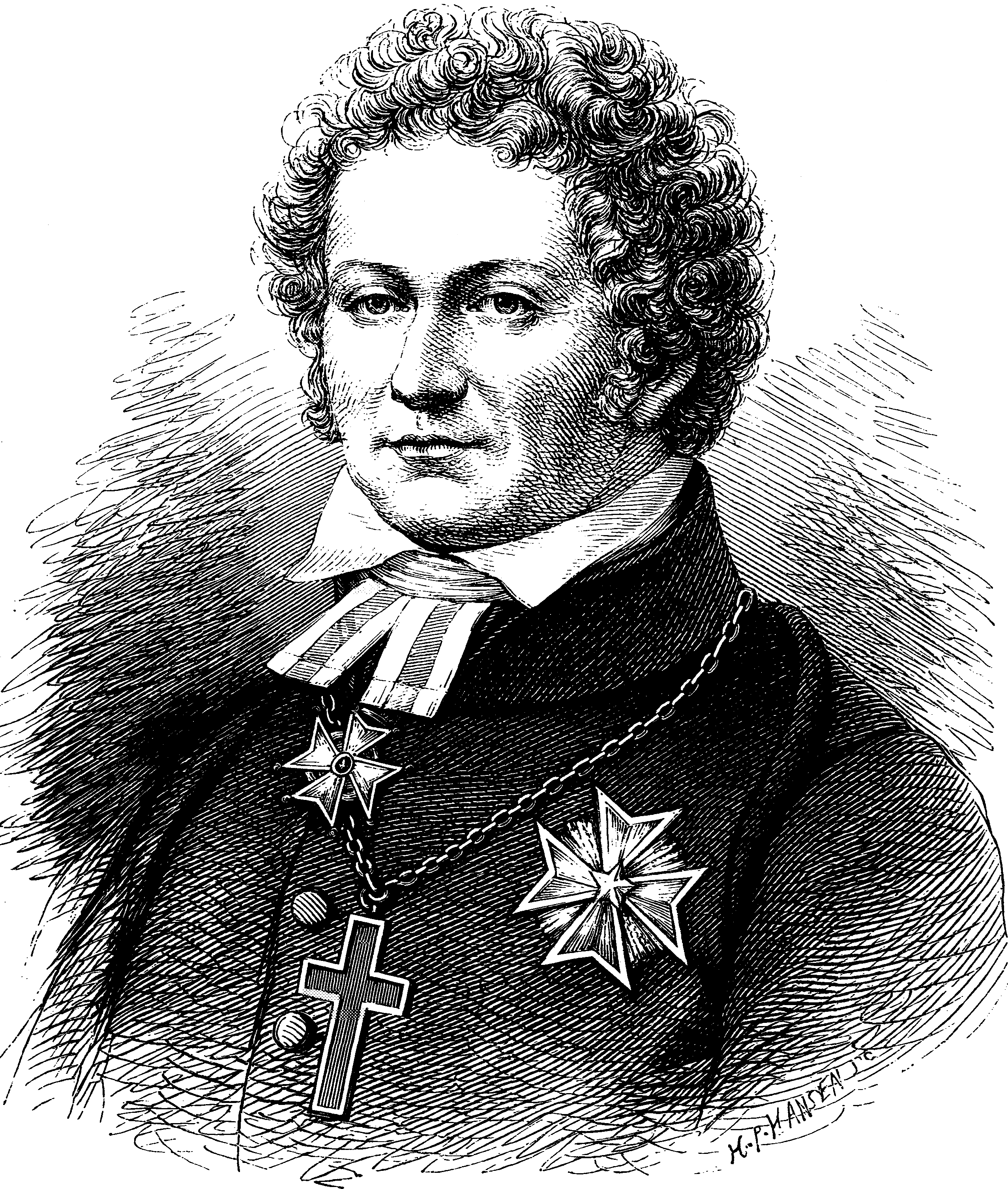
الشاعر السويدي Esaias Tegnér (1829)
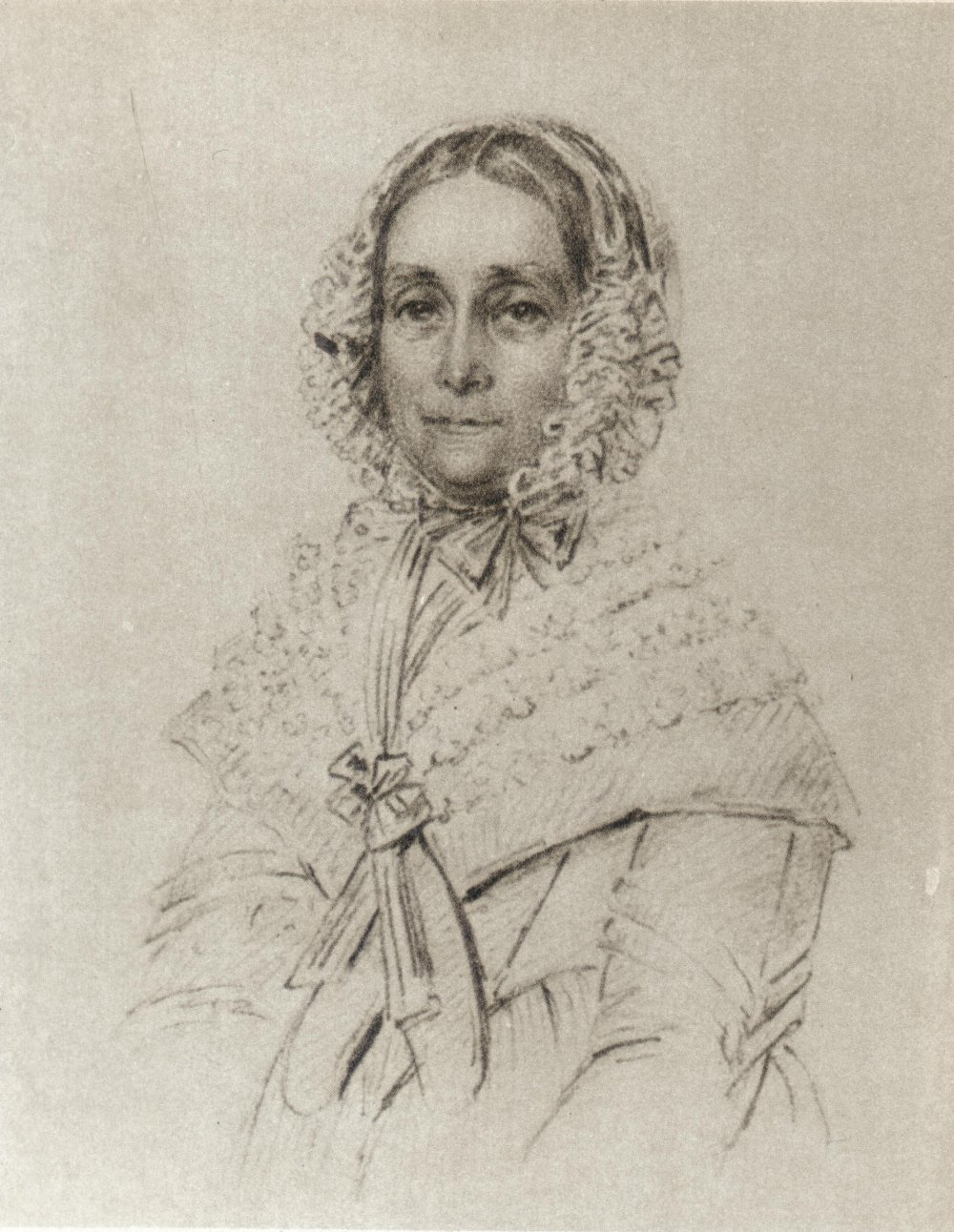
مالكة صالون مالا سيلففرستولب  [لغات أخرى]‏، 1843.
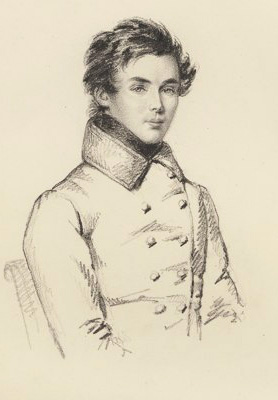
المصور يوهان كاردون .
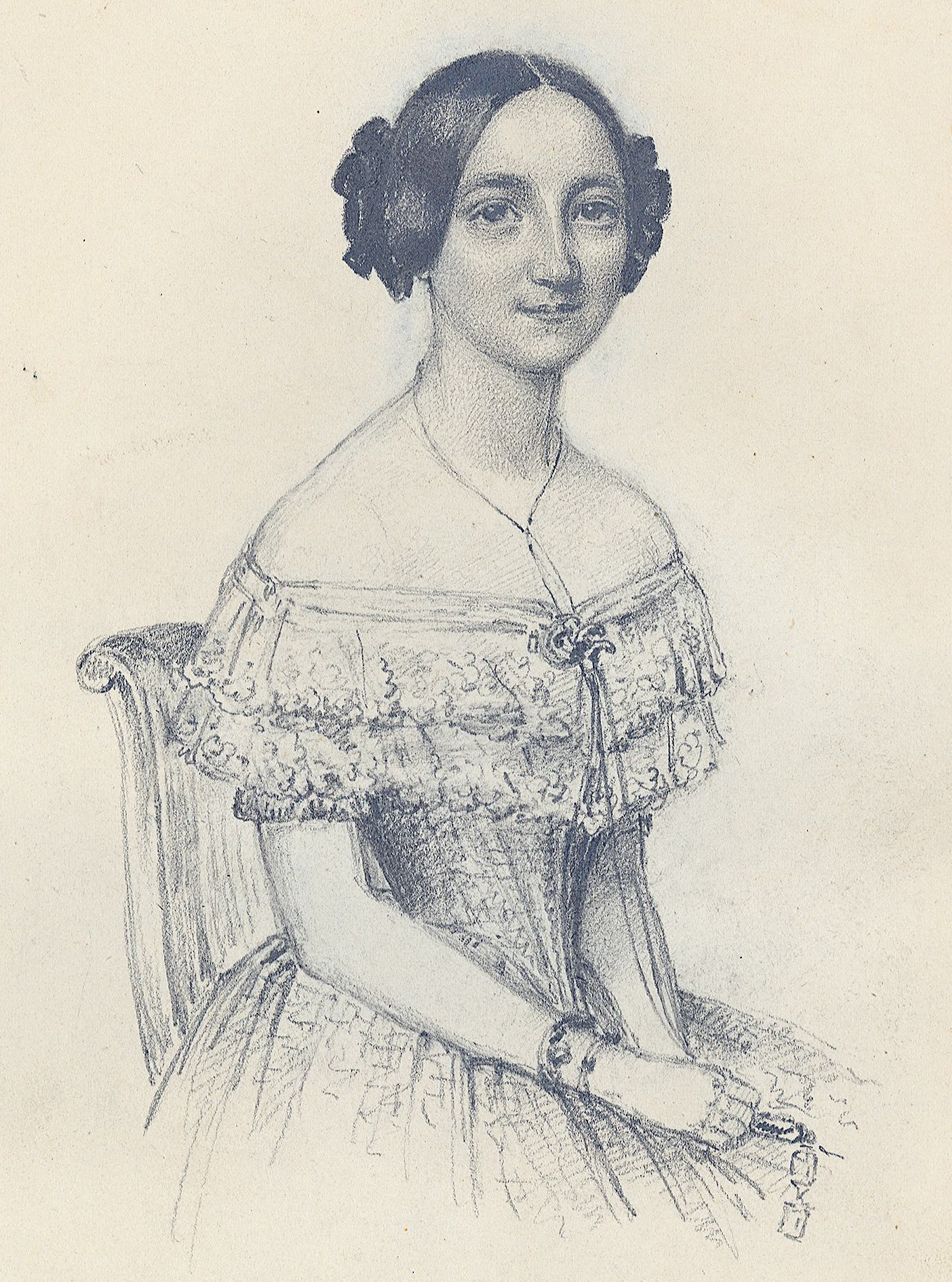
فيلهلمينا فوندين  [لغات أخرى]‏ (1842).
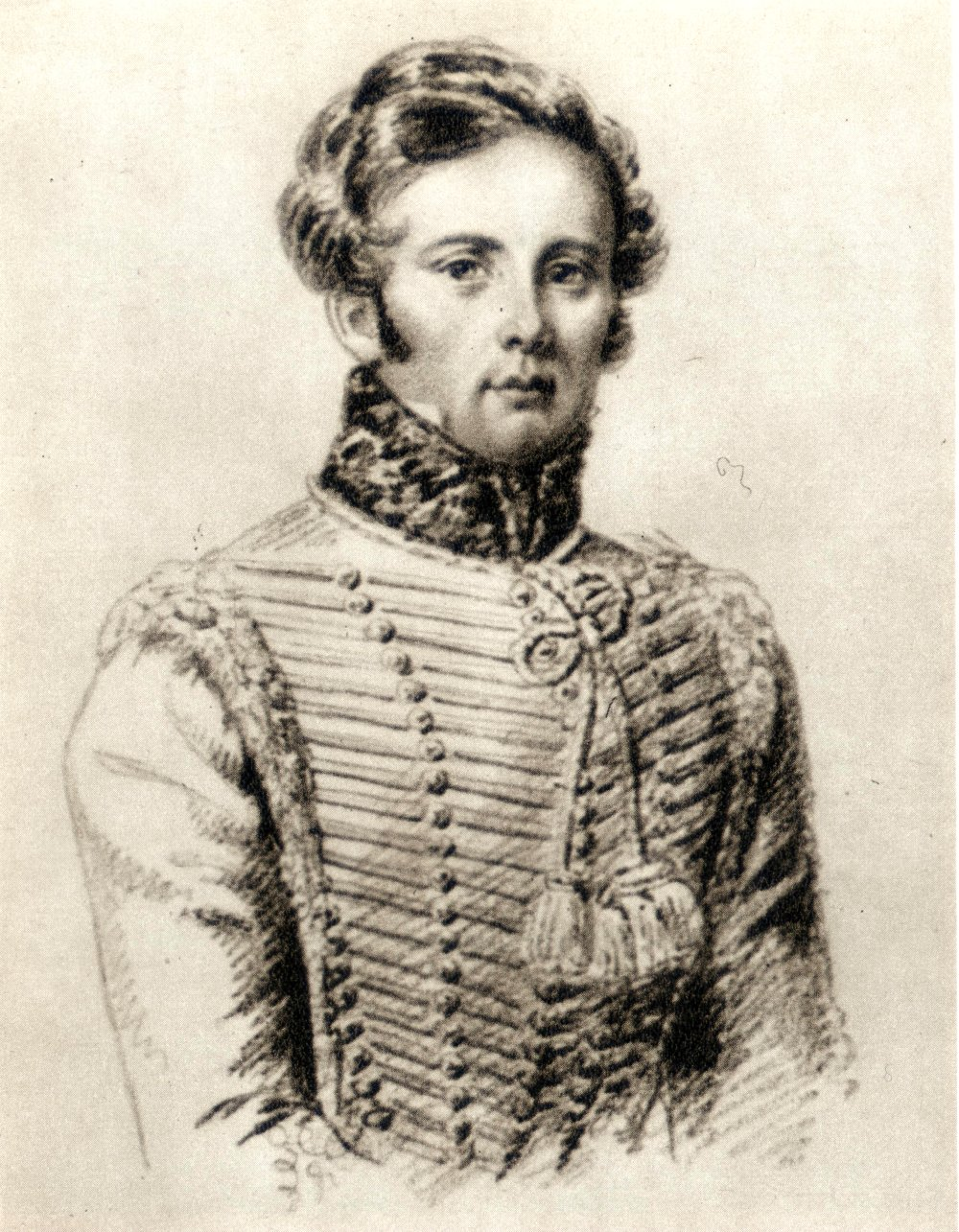
حاكم الولاية يعقوب إسن هاملتون ، ١٨٣٤.
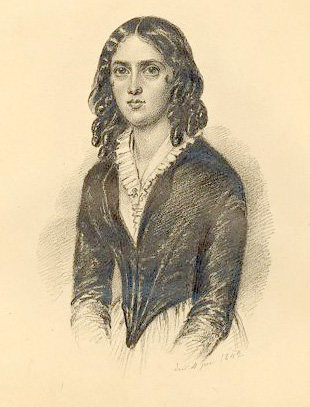
وينديلا هيب ، 1842.
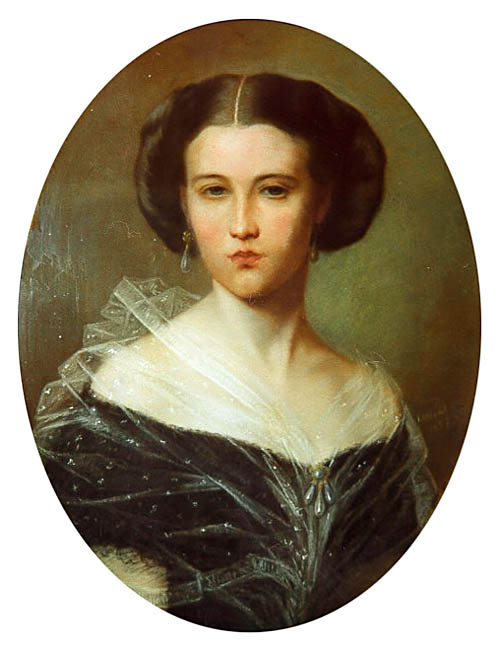
إيدا كاردون لماريا رول ، 1857.
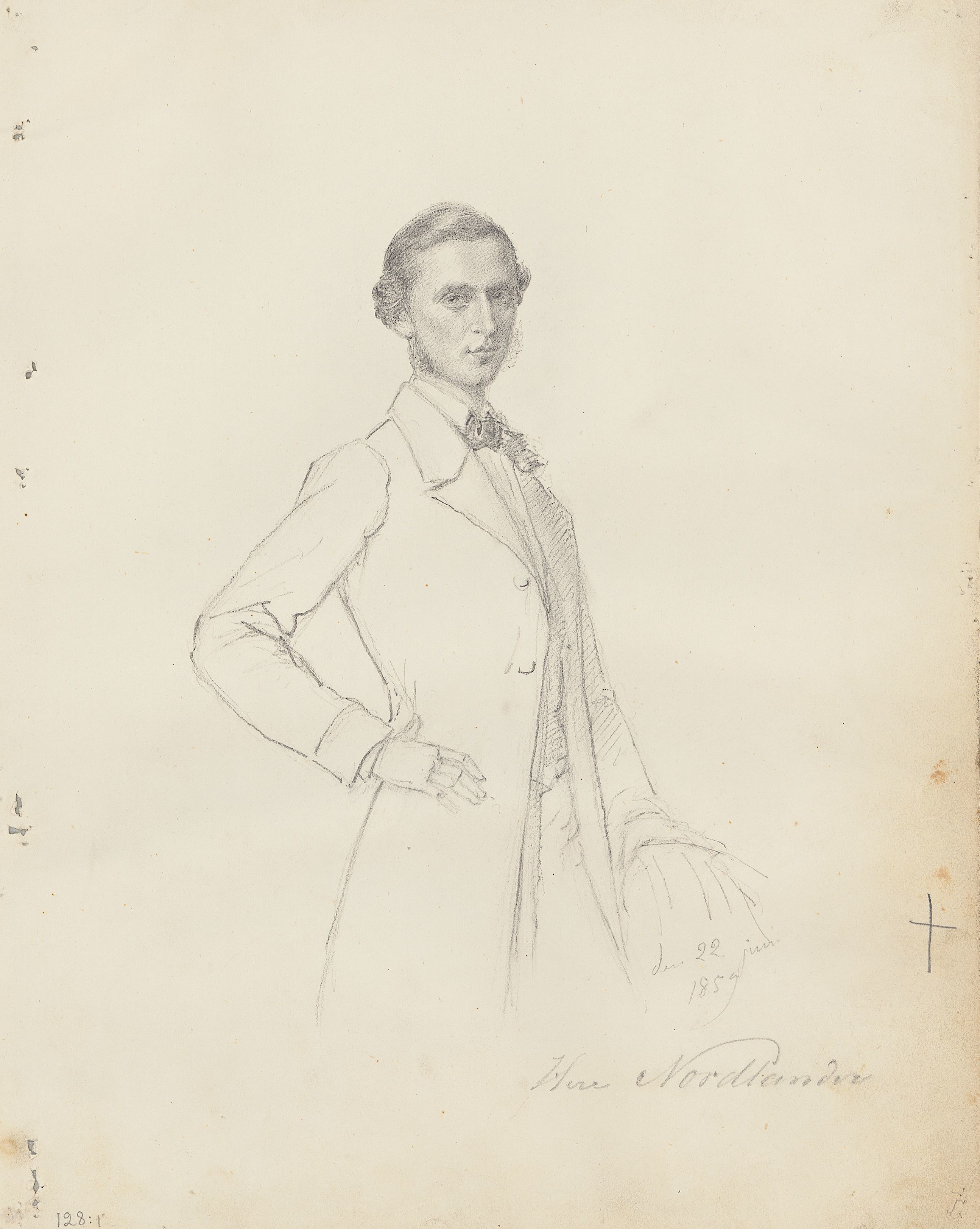
دانييل نوردلاندر  [لغات أخرى]‏ (1859).